# Александър Станоев
Александър Станоев Абаджиев с псевдоним Кай е български революционер, ръководител на Тиквешкия революционен район и член на Централния комитет на Вътрешната македоно-одринска революционна организация.

## Биография
Александър Станоев е роден в Неготино, тогава в Османската империя през май 1881 година. Завършва основното си образование и I клас в родния град. След това завършва III клас в българското педагогическо училище в Скопие, и постъпва в класическия отдел българската мъжка гимназия в Солун, където става член на революционния кръжок. Завършва гимназия в 1900 година в Битоля, където в 1899 година е преместен класическият отдел на Солунската гимназия.
След завършването на гимназията отхвърля предложението на родителите си да продължи образованието си, както и предлаганото му учителско място във Велес и става български учител в село Бегнище, тъй като то е важен пункт на революционната организация. С благия си характер Станоев печели почва за организацията, като същевременно внася ред в организационния живот. Съученикът му Христо Силянов пише за него: „Милият, жизнерадостният, ангелски невинният Сандо, с чудната детска усмивка и с тънкия, звънлив гласец.“
След разкритията на Солунската афера в 1901 година, при която в Тиквеш са арестувани 32 души и изтезавани 111, Станоев заедно с Атанас Консулов бягат от Бегнище в Неготино. Консулов отива да види семейството си и е заловен от прочутия главорез Арапа и подложен на мъчения издава Станоев. Войска обсажда къщата на Станоев, той се опитва да избяга, но като не успява стреля в слепоочието си но оцелява. Тежкоранен е отнесен в Кавадарци, където в Тейковткия хан е лекуван от лекаря Темистокъл, който устоява на натиска на местните бегове да го отрови и го предупреждава да се пази. Осъден е на 101 година затвор и през Едикуле в Солун заминава за Подрум кале.
Получава амнистия през 1903 година при Пъдарските реформи, завръща се в Неготино като учител и оглавява околийския комитет заедно с Борис Филипов. По настояване на властите е уволнен като учител и се отдава единствено на революционна дейност. Макар и с повредено око, участва в Илинденско-Преображенското въстание през лятото на 1903 година в Тиквеш. В 1904 и 1905 година продължава да развива революционна дейност в Тиквеш.
В 1905 година, поради опасност от арест, се премества в Солун и е избран за член на Централния комитет на ВМОРО. Като прикритие се записва ученик във френския лицей. След Мацановата афера в 1906 година заедно с Георги Мончев се установява в София. Старата му рана се отваря и той заминава на лечение във Виена, Австро-Унгария, където му е направена сполучлива операция, но той пада от леглото и умира на 22 ноември (9 ноември стар стил) 1907 година.
Негов по-малък брат е революционерът Петър Станоев.

## Спомен
След Междусъюзническата война и Тиквешкото въстание в 1913 година цялото му семейство, без най-малкия му брат Петър, е избито от сръбската армия, а къщата им, разположена срещу днешната общинска сграда, запалена. Разстреляни са брат му Георги заедно със съпругата му и тримата им сина, таткото му Станоя и чиракът в семейния им дюкян.
Станоев оставя много добри спомени у съратниците си. Георги Баждаров си спомня за него:
| „ | В неговата възторжена душа имаше любов за всички земни твари: Искам да прегърна целия свят! Защо има зло в света, когато всички могат да бъдат добри? Той бе обикнал природата с всичките и създания и в най-разнообразните и прояви. Неговият мироглед беше пантеистичен, пропит от известен мистицизъм. Александър Станоев бе поет по душа и сърце. | “ |

Таско Кочерински казва „такива хора като него само по един на сто години се раждат“, Иван Харизанов го нарича „най-интелигентният, свободомислещ, с широк замах“, „Петър Попарсов“ казва: „Алекандър Станоев беше обичан от другарите до обожаване. Не съм срещал в живота си по-кристална душа“, а писателят и революционер Антон Страшимиров го нарича „най-достойният заместник на Гоце Делчев“.
След освобождението на Вардарска Македония през април 1941 година, училището в Неготино получава името „Александър Станоев“. След установяването на комунистическата власт в 1944 година, то е прекръстено на „Страшо Пинджур“.